# Karl Otto Robert Peter Paul Graebner
Karl Otto Robert Peter Paul Graebner (Aplerbeck (actualment Dortmund), 29 de juny del 1871-1933) va ser un botànic alemany. Va publicar, conjuntament amb Paul Friedrich August Ascherson (1834-1913) el llibre Synopsis der mitteleuropäischen Flora (Leipzig, 1896-1910).